# Kushan

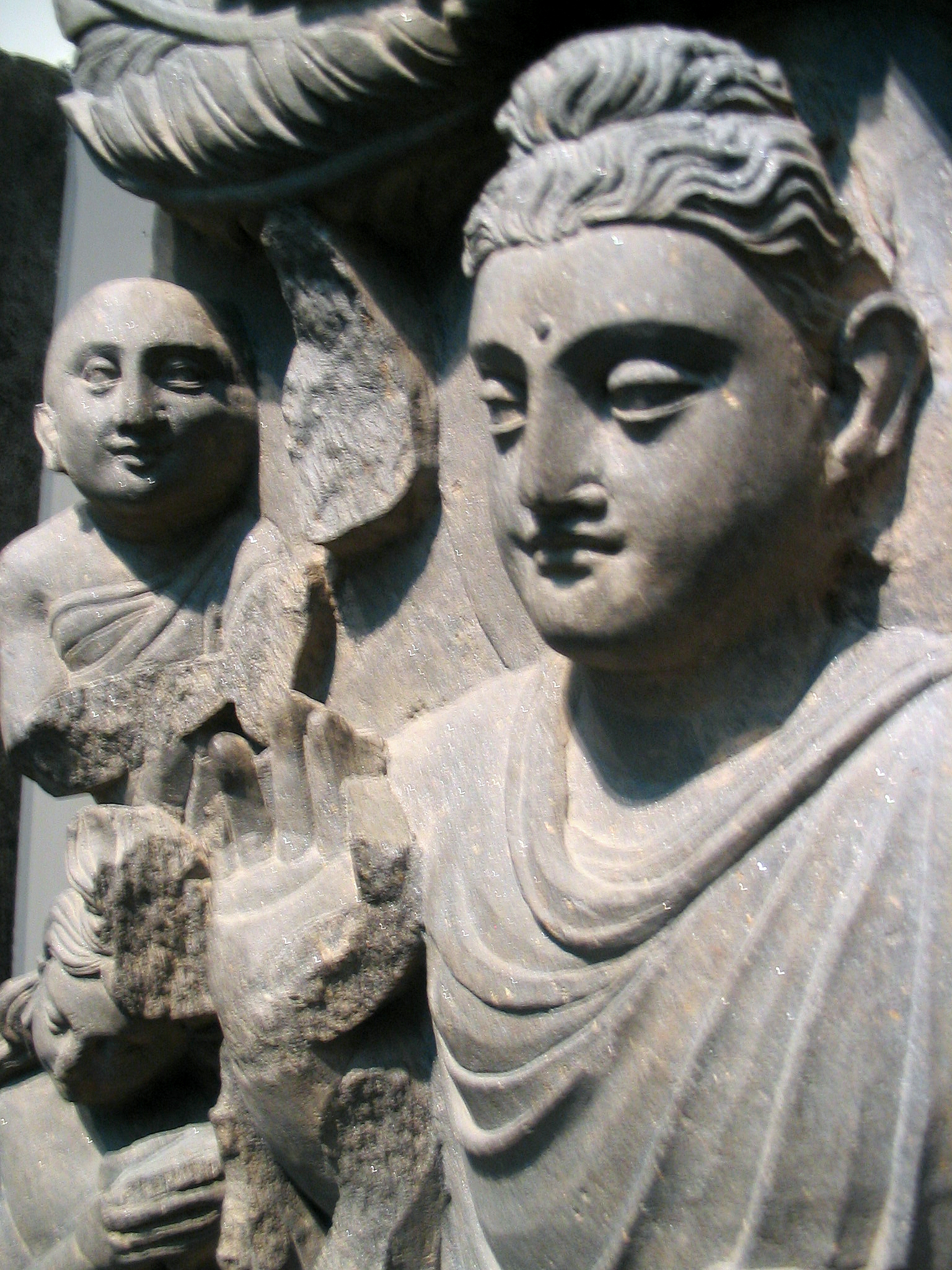
Buddhistisk fris från kushandynastin

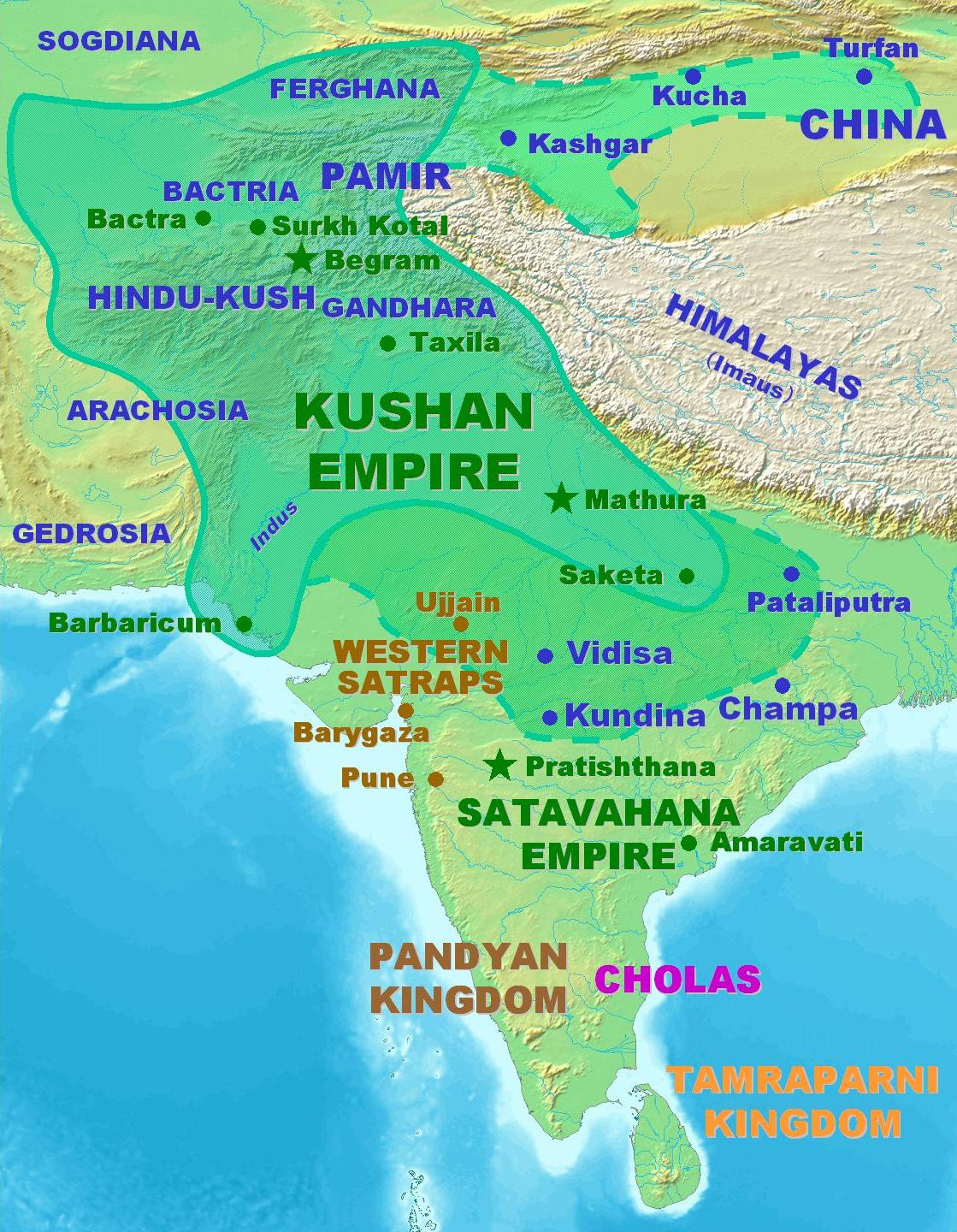
Rikets utsträckning

Kushan, eller Kushana (貴霜, Ku-Shan), var en dynasti som invaderade Indien och skapade ett rike under sista seklet f.Kr., vilket sedan existerade under högst ett par hundra år. Riket expanderade från dagens Samarkand i Centralasien till att förlägga sitt hjärtland till Gandhararegionen i norra Indien, men innefattande inte Ganges dalgång. Huvudstad var stundom Mathura tillsammans med nuvarande Rawalpindi, stundom Sialkot.
Kushanimperiets bildande och existens ledde till att människor med varierande etnisk bakgrund, språk och religioner förenades, samt att den indiska kulturen spred sig till Central- och Västasien.
Ett av de riken som tog Kushans plats var Guptariket.

## Härskare
Bland namn, som på inskrifter och mynt förekommer som den första Kushandynastins huvudmän kan nämnas Kanishka (Kaneshki), Vasishka, Huvishka och Vasudeva, som fyller ut successionsordningen i 95 år. Bland dem är i synnerhet Kanishka berömd som en mäktig härskare samt främjare av buddhismen. 

## Förhistoria
Kushanimperiet hade sitt ursprung i yuezhifolket, som huvudsakligen levde i Tarimbäckenet. Omkring år 175 f.Kr blev de erövrade av xiongnufolket, varefter många yuezhier flydde. Ungefär 50 år därefter erövrade ett stort antal yuezhier norra Baktrien, och 100 år senare erövrade de, med Kujula Kadphises som ledare, ett antal närliggande kungadömen och grundade Kushanimperiet.

### Källhänvisningar
- Halkias, Georgios (2013) (på engelska). Luminous Bliss: A Religious History of Pure Land Literature in Tibet : with an Annotated English Translation and Critical Analysis of the Orgyan-gling Gold Manuscript of the Short Sukhavativyuha-sutra. University of Hawaiʻi Press. sid. 4. ISBN 9780824835903